# Ballum
 For alternative betydninger, se Ballum (flertydig). (Se også artikler, som begynder med Ballum)
Ballum er et område og et samfund bestående af de syv Ballum-landsbyer Rejsby Ballum, Buntje Ballum, Bådsbøl Ballum, Nørrehus Ballum, Husum Ballum, Østerende Ballum og Vesterende Ballum, med i alt ca. 800 indbyggere, i den vestlige del af Sønderjylland, beliggende i Ballum Sogn, og i Tønder Kommune og tilhører Region Syddanmark. Nabobyerne er Skast, Hjerpsted og Randerup.
I Ballum Sogn var der i følge Danmarks Statistik pr. 1. jan. 2007 618 indbyggere. I 2021 er dette folketal faldet til 492 indbyggere.
Alle Ballum-landsbyerne ligger beskyttet mod stormfloder på Hjerpsted Bakkeø, tæt på hinanden ved eller nær kysten mod Vadehavet ud for Rømø. Der er mange gamle stråtækte huse og firelængede gårde, hvoraf flere kan dateres helt tilbage til 1600 tallet. Hovederhvervet har været landbruget, hvor man ved de kystnære bebyggelser her kunnet supplere indkomsten ved fiskeri i Vadehavet. Ballum« (afledt af »forhøjning«) indgår i navnet. Her ligger flere fine gårde. Vejen sydover fører igennem Vesterende Ballum, som har en romansk kirke samt et fredet tinghus fra 1788, siden brugt som skole og missionshus. Så følger Bådsbøl-Ballum, hvorfra der tidligere var færgeoverfart til Havneby på Rømø, Buntje-Ballum, Nørrehus-Ballum og endelig Rejsby-Ballum.

## Historie
Ballum nævnes første gang i 1214. Ballum-landsbyerne er et eksempel på, hvordan befolkningen har udnyttet mulighederne i forbindelse med landbrug på både marsk og geest jord, og befolkningen har også allerede tidligt deltaget i både handel og søfart. I Vesterende Ballum og i Bådsbøl Ballum findes stadig mindre huse som har været beboet af sømands- og kniplingsfamilier. Særlig Vesterende Ballum havde trods de nærliggende købstæder Tønder og Ribes protester udviklet sig til at blive en lille handels- og håndværkerby, der betjente et større opland. Ballums vigtigste erhverv var dog landbruget, og markerne i Ballum Enge var rygraden i deres økonomi.

### Bispens borg i Ballum
Mellem Vesterende-Ballum og Randerup, lige overfor den nuværende Brink Møllegård fra 1827, lå i middelalderen en stor borg, som tilhørte Johan Mikkelsen, der var biskop i Ribe fra 1369 til 1388. I nutiden er der intet tilbage af det middelalderlige anlæg, kun teglstensbrokker i jorden afslører hvor borgen har ligget. 1992, 1999 og 2002 foretog Museum Sønderjylland udgravninger som påviste, at der under pløjelaget er bevaret mere end murstensbrokker. Gården Brink nævnes første gang i 1379, hvor Harrike Støt, foged på Brink, bevidner, at Trøjborgs ridder Henneke Limbæk skyldte klosteret i Løgumkloster penge.
Der mangler endnu at blive udgravet en del på borgen, førend man kan danne sig et fuldstændigt billede af hele anlægget og dets bygningshistorie. Men udgravningerne har også vist, at Brink i middelalderen har været et stort sted med en fornem hovedbygning opført, indrettet og udsmykket efter tidens byggeskik, som det var brugt hos datidens herremænd og godsejere.

### Sorgagerstenen
På kirkegården lige vest for tårnet ud for indgangen til Ballum Kirke ligger gravstenen Sorgagerstenen, der er rejst over en ukendt gårdmandsenke fra Misthusum. Et sagn fortæller: "I 1634 blev en ung mand dømmes til døden, da han ved et uheld havde dræbt en anden mand i et slagsmål. Moderen til denne unge mand bad greven af Schackenborg om nåde. Greven lovede derpå moderen, at sønnen ville gå fri, såfremt hun på én dag fra morgen til aften kunne høste en ager korn, hvilket almindeligvis krævede ikke mindre en 4 fuldvoksne mænd. Det lykkedes moderen at svinge seglet og høste den store mængde og således reddede hun sin søn fra dødsstraf. Dog endte den dag med, at moderen selv døde af sine anstrengelser, da sagnet siger, at hun brækkede ryggen, da hun ville rejse sig efter den lange høst". Sorgagerstenen er afbilledet med gårdmandsenken med neg og segl i armen. Hændelsen blev i 1942 til fortællingen "Sorgagre" i Karen Blixens eventyrsamling Vinter-Eventyr.

### Skibsfarten i 1800-tallet
De hjemmehørende handelsskibes antal og læstedrægtighed fremgår af nedenstående tabel:
| År   | Antal | kmcl |
| ---- | ----- | ---- |
| 1832 | 4     | 76   |
| 1833 | 4     | 61½  |
| 1834 | 4     | 37½  |
| 1835 | 5     | 46½  |
| 1836 | 5     | 46½  |
| 1837 | 5     | 46½  |
| 1838 | 5     | 46½  |
| 1839 | 5     | 50½  |

## Ballum Kirke
Ballum Kirke er en romansk kirke i Vesterende Ballum. Kirkens kor og apsis er opført i romansk stil omkring 1150 og skibet er opført ca. 50 år efter omkring år 1200. Der 31 meter høje tårn af røde teglsten er sengotisk, fra omkring år 1500 og med højt pyramideformet spir og små gavle mod de 4 verdenshjørner. I tårnets nordmur ses en romansk gravsten. Alle kirkens tage er tækket med bly. Der er mange gamle huser omkring kirken, og er derfor omgivet af et fredet landskabsareal. Den bevarede kirkelandsby Vesterende Ballum er koncentreret med bygninger placeret langs den gade, der løber rundt om kirken kirkegården.

## Vesterende Ballum
Vesterende Ballum er en slynget vej-by, og de ældre gårde og huse ligger stadig langs det slyngede og terrænbestemte vejnet. Landsbyen ligger, hvor den nordlige kant af Hjerpested Bakkeø møder Ballummarsken. Ballum kendes tilbage til 1214, hvor landsbyen benævnes "Balghum" og betegnelserne Wester Ende og Østerende kendes tilbage til 1588. Placeringen understreges af et fint bebyggelsesforløb, der ligger lige på kanten til marsken. Typisk for Vesterende Ballum er bebyggelsen omkring kirken, hvor de velbevarede småhuse ligger tæt op af eller udgør en del af kirkegårdsdiget med den gamle præstegård nord for kirken. Landsbyens profil er kendetegnet af kirken og kirketårnet, der ses vidt omkring i det åbne landskab. Den ældre gård- og husbebyggelse rummer store kulturhistoriske og arkitektoniske kvaliteter og strukturelt udgør landsbyen en sjælden velbevaret helhed.

## Østerende Ballum
Østerende Ballum består af en række af gårde og huse beliggende langs geest-randen på den nordligste kant af Hjerpsted Bakkeø, højt hævet over Ballummarsken. Mod nord har landsbyen en klar og landskabelig styret afgrænsning. Mod vest afgrænses byen dels af den nord-syd gående Ribevej. Mod øst og syd grænser den op til åbne dyrkede marker. Landsbyen, som er sammenbygget med Vesterende Ballum og Ballum Kirke i den vestre ende, er med til at præge oplevelsen af landsbyen set fra marsken.
Landsbyen er præget af aktivt landbrug og byens profil er kendetegnet af såvel de ældre gårdanlæg som af mange nye store lader og bygninger til landbrugsproduktion. Gårdene ligger langs to øst-vestgående veje, der begge hedder Østerende. Mellem de to vejforløb er der dyrkede marker. Bebyggelsen er præget af gårdanlæg fra 1800-tallet, som er opført i blank mur i røde tegl, samt anlæg fra begyndelsen af 1900-tallet, hvoraf nogle har præg af bedre byggeskik. Enkelte af gårdene er endnu velbevarede.

## Bådsbøl-Ballum
Bådsbøl-Ballum nævnes første gang i 1530 som Bodszbøl, som betyder "Bats udflyttergård", mens Ballum kommer af ordet "balle" i betydningen bakke. Selve Bådsbøl-Ballum ligger relativt højt på en bakkeø, hvorfra der er god udsigt over havet. De ældste bygninger (huse og gårde) er placeret omkring et net af veje, som efterhånden er blevet til den nord-sydgående Kystvej og den øst-vestgående Byvej. Bådsbøl-Ballum er nabobebyggelse til Husum-Ballum, som den udgør ét byområde sammen med.
Byen ligger nær ved kysten mod Vadehavet, og var fra 1783 udgangspunkt for færgesejladsen til Rømø. Fra den 1. september 1923 kom en færgeforbindelse i stand fra Ballum Sluse ved det nye udløb af Brede Å. Nu sejlede man med motorbåd og kunne gå direkte ind til anløbsstederne. I 1900 flyttede færgen nordpå, men den vendte tilbage til Bådsbøl-Ballum, indtil den i 1920 blev flyttet til anløbsbroen ved den nyoprettede Ballum Sluse. Efter indvielsen af Rømødæmningen i 1949 blev færgeruten til fastlandet endeligt nedlagt.

## Husum-Ballum
Husum-Ballum er beliggende på den nordlige del af Hjerpsted Bakkeø tæt ved Vadehavet. Den nævnes i 1370, hvor byen benævnes "hwsum". Byens navn har oprindelig betydningen "I ved husene" og i kombination med "Ballum", der kommer af ordet "balle" i betydningen bakke. Husum-Ballum er omgivet af et jævnt bølget landskab, der stiger svagt mod nord. Vest for byen, ved Bådsbøl-Ballum, er der et jævnt terrænfald ned mod Vadehavet. Den østlige del af landsbyen er præget af karakteristiske og markerede overgange mellem bebyggelse og landskab. I de seneste årtier er Husum-Ballum vokset sammen med Bådsbøl-Ballum med en række nyere parcelhuse, der ligger langs Byvej
Byen er opstået omkring et let forgrenet vejforløb. Særlig omkring området Husumvej-Mølbyvej er præget af egnstypiske huse fra 1800-tallet. I begyndelsen af 1900-tallet har landsbyen udviklet sig langs den øst-vest gående Byvej, således at vejen i dag har karakter af hovedgade med enkelte forretninger, villaprægede gadehuse og forsamlingshuset fra 1911. Fra denne periode stammer også den gamle skole på Højervej og missionshuset. Der er bevaret flere af de ældre egnstypiske gårde og huse, der knytter sig til den ældre landsbydannelse. Det tidligere forsamlingshus, er i nutiden Hotel Ballumhus med 54 værelser, restaurant og bar.

## Ballum-Rømø færgefart
Formodentlig begyndte færgefarten fra Ballum til Rømø omkring 1650, efter at Christian 4. mistede det ene øje under Søslaget på Kolberger Heide i 1644. Matros Gram var særlig tapper og kongen forlangte at tale med matrosen. Han spurgte, om han kunne gøre matrosen en tjeneste og Gram bad kongen, om at han og hans efterkommere til evig tid måtte have eneret på færgefarten fra Ballum til Rømø. Kongen opfyldte det særprægede ønske. Gram vendte hjem efter krigen til Vadehavskysten for at drive færgeriet. Det løftebrev som kongen gav, eksisterede helt til begyndelsen af det 20. århundrede.
Overfarten foregik i en åben båd, hvilket var en kompliceret affære. Sejlplanen skulle nogenlunde følge flodtiderne, og passagerne måtte køres ud i Vadehavet ud til færgebåden i det lavvandede område ved Bådsbøl–Ballum.
Færgen udgik fra Bådsbøl-Ballum og Ballum Færgegaard var indtil ca. 1920 hjemsted for færgesejladsen mellem Rømø og fastlandet. Den nuværende bygning er fra omkring 1900. Samtidig begyndte en konkurrence fra pastor Jacobsens dampskibsselskab der sejlede fra Brohoved til Kongsmark på Rømø, og ikke lang tid efter ophørte færgefarten fra Bådsbøl-Ballum.
Fra 1. september 1923 kom en færgeforbindelse i stand fra Ballum Sluse ved det nye udløb af Brede Å. Nu sejlede man med motorbåd og kunne gå direkte ind i anløbsstederne.
Senere indviedes Rømødæmningen i 1949.

## Ballum Sluse
Ballum Sluse er et sluseværk ved udløbet af Brede Å, hvor den nærliggende Ballum Slusekro indgår i helheden. Slusen ligger ved ved Ballum-Astrupdiget 3 km syd for Rømødæmningen, ved kystvejen mellem dæmningen og Ballum. Fra 1786 foregik færgefarten fra Bådsbøl-Ballum til Rømø. Omkring år 1900 sejlede man med motorfærge fra Skærbæk Brohoved nord for den nuværende dæmning; men senere flyttede færgeruten tilbage til Bådsbøl-Ballum, indtil den efter Genforeningen blev henlagt til den nybyggede Ballum Sluse, hvor der var blevet anlagt en anløbsbro. Herfra fortsatte færgefarten til Rømø fra 1923, indtil dæmningen blev indviet i 1948. Kroen Ballum Slusekro, bygget 1915, er beliggende umiddelbart sydøst for Ballum Sluse.

## Forballum
Bebyggelsen nævnes første gang 1291, og udskiftedes 1765 og 1768. Den velbevarede værftsbebyggelse er beliggende nordøst for Vesterende Ballum på en kunstigt udvidet 5 meter naturlig geesthøj i det flade marsklandskab. Mod nord er den udvidet med et eller muligvis to værfter, der er opbygget i tæt forbindelse med de naturlige aflejringer på stedet. Geestøen er smukt afgrænset i forhold til den omgivende marsk. Stedet har stor fortælle- og oplevelsesværdi. Tre værfter danner landsbyen, 8 huse og gårde, helt omgivet af marsk. Christen Kold var fra 1838 til 1842 huslærer på en større gård i Forballum. 1872 blev Forballum Mejeri bygget mellem Mjolden og Randerup. Mælken kom fra gårdene i Lunde, Kringlum og Randerup. 1967 blev det nedlagt.

## Ballum Enge og Misthusum
På Ballum Enge 3 km syd for Rømødæmningen ses otte værfter. Det var den tidligere bebyggelse Misthusum, som stammer tilbage til midten af 1100-tallet. Ovenpå værfterne har der ligget gårde. Stormfloderne i 1634 og 1720 ødelagde landsbyen, i 1634 druknede 44 mennesker. Resten af beboerne begyndte at flytte ind på den højere liggende geest efter 1720. Den sidste familie forlod stedet i 1814. Tilbage er kun det lille markmandshus, som i dag tilhører Museum Sønderjylland. Huset blev opført i 1809 til markmanden eller kvæghyrden i Ballummarsken. Han boede ude i marsken i sommerperioden, hvor han tilså bøndernes kvæg og sørgede for at dirigere vandet fra åen ud i de menneskeskabte kanaler der fyldtes af bevandingsmøllerne. Huset blev om sommeren brugt til husly for markmændene. Markmændene kiggede efter dyrene, der var sendt på græsning i den frugtbare marsk. Markmandshuset faldt sammen i 1911 og blev igen genopført. Senere brændte det, men blev endnu en gang genopført i sin oprindelige skikkelse. Markmandshuset blev brugt til omkring 1900; men der var markmænd i Ballummarsken helt til o. 1970, hvor de blev afløst af elektriske hegn og firehjulstrækkere. Huset er åbent for offentligheden og ejes af Museum Sønderjylland.
Fra Hjemstedvej og forbi Markmandshuset løber en vej, der kaldes ”Den svorne vej”. Sagnet fortæller, at bønderne i Misthusum kom i strid med Skærbækbønderne om benyttelse af vejen. Det kom til en sag, og øvrigheden bestemte at hvis Misthusumbønderne stående på vejen svor på at de havde gammel hævd på at færdes der, skulle de beholde vejen. Imidlertid havde bønderne hældt jord i deres støvler og kunne derfor sværge på, at de stod på egen jord. De begik mened og kom alle ulykkeligt af dage senere. Den tolvte bonde havde været forhindret, men han mødtes i marsken af en rytterskare, der skreg: ”Tolv var vi, elleve vi svor, og sammen vi til helvede fór”. De elleve bønder gik derefter rundt som spøgelser i marsken indtil en pige frelste dem. Hun havde som barn drømt at hun kunne frelse de elleve bønder, hvis hun kunne redde elleve mennesker fra selvmord. Efter et liv ude i verden vendte hun gammel hjem med udført gerning og frelste Misthusum-bønderne. Siden hed vejen Den Svorne Vej.
I nutiden ligger Misthusum forholdsvist trygt bag det fremskudte moderne dige. Men oprindeligt var der kun et lavt sommerdige, som kunne beskytte gårdene og dyrene mod dagligt højvande. Ballum enge har et rigt fugleliv. om foråret og efteråret er området et sted, hvor man kan opleve fænomenet sort sol.
Ballum Pumpemøller ligger øst for Ballum Slusekro. I 1836 blev Ballum Enge udskiftet mellem bønderne, og i de følgende år blev der gravet grøfter og bygget diger. Ved udskiftningen, hvor hver bonde fik sin del af engen, blev en del af bøndernes dyr afskåret fra adgangen til drikkevandet. I marsken er fersk drikkevand en mangelvare, og i årene 1842-1965 sørgede to sneglemøller for at pumpe vandet op fra åen, som gennem et åbent grøftesystem, de såkaldte ”vandgrau”, forsynede kvæget i engene med drikkevand. Møllerne blev drevet i et fællesskab mellem bønderne med jord i engene.
1842 blev der bygget to pumpe-vindmøller efter hollandsk mønster. Møllerne var helt af træ og i 1890'erne var de udtjente, og der blev bygget nye møller af jern. Disse møller fungerede frem til 1965. Vandet, der blev hentet op fra Brede Å, blev fordelt ud til engene via gravede grøfter. Siden Ballum Enge blev afvandet i 1970 har bevandingen foregået med selvvirkende pumper. I 1972 etablerede man Ballum Enges Forskønnelsesforening, hvis første opgave var at restaurere de stærkt forfaldne møller, og som siden har opført det lille møllehus i typisk nordfrisisk byggestil, hvor møllerne opbevares om vinteren. Huset har også et rum, hvor der informeres om pumpemøllerne, Vadehavet og afvandingen af engene. Når møllehuset ikke er åbent, kan møllerne beses udefra. Om sommeren arrangeres der guidede ture ud til Ballum Enge, hvor der bland andet er muligt at se møllerne i drift.
Ved siden af huset står der en stormflodssøjle, opsat i 1997 af Ballum Enges forskønnelsesforening. Den øverste ring viser, at vandstanden i Ballum Enge i 1634 var 5 meter over havet. Siden 1919 har digerne beskytte Ballum Marsken og de senere afsatte ringe på stormflodssøjlen viser vandstanden ved den nærliggende Ballum sluse. På søjlen ses stormflodsmålene for årene 1923, 1976, 1981, 1999 og 1634.

## Kendte personer
- Hansigne Lorenzen (en) (1870-1952) fødtes og levede hele sit liv i Bådsbøl Ballum. Hun udgav sin første bog Der kæmper et folk i 1905 under pseudonymet 'Sven Tange'. Også de to næste bøger udsendtes under pseudonym, men i 1919 udgav hun sit første værk under eget navn Arveguld, et stort digt om guldhornene. Derefter fulgte en række bøger gennem 1920’erne, og i 1930 kom hun på finansloven. Det var dog ikke som forfatter, hun blev kendt i den brede offentlighed, men som forkæmper for det vestslesvigske kniplingshåndværks overlevelse og videreførelse. I 1921 oprettede hun Det tønderske Kniplingsdepot. Målet var ikke blot at bevare men også at genoplive industrien ved at hjælpe de ældre kniplerske i gang igen, men også at undervise den nye generation i den svære kunst.
- Jens Rosendal (født 17. maj 1932 i Thorshøj ved Sæby) er en dansk højskolelærer og salmedigter bosiddende i Vesterende Ballum.
- Ludvig (Louis) Lassen (1865-1935) blev født i Ballum og emigrerede i 1881 til New Haven, Connecticut, USA, hvor han forsøgte sig i smedefaget, hans oprindelige håndværk. Han skiftede dog hurtigt håndværk og begyndte at sælge frokostmad fra en bod ved sit hjem på 45 Elliot Street. I 1895 efterspurgte en kunde en form for sandwich han kunne tage med sig på farten, og Ludvig lagde en hakket bøf, nogle hakkede løg og en skive tomat ind mellem to stykker sandwichbrød og dermed var verdens første burger opfundet. Der er mange uenigheder om hvem, der er ophavsmanden til verdens første burger, men i 2000 anerkendte Library of Congress Louis Lassens burger som den første i USAs historie. Louis' Lunch (en) ligger stadig i Connecticut, hvor man kan få den originale burger.